# Денисов, Ростислав Владимирович
Ростисла́в Влади́мирович Дени́сов (род. 19 октября 1988) — российский футболист.
На любительском уровне выступал за вторую команду костромского «Спартака» в первенстве ЛФЛ в 2004—2007 и 2010 годах и за «Динамо» Кострома в 2009 году.
В 2007—2008 годах был в составе клуба чемпионата Белоруссии «Витебск». Провёл 32 матча, забил один гол за дубль. В сентябре — октябре 2007 года сыграл три матча в чемпионате — в домашней игре против «Динамо Брест» (3:1) вышел на последней минуте, в гостевой игре с «Даридой» (3:2) — на 81-й, в домашнем матче против «Шахтёра» Солигорск (1:2) — на 61-й минуте.